# Nederländska Antillerna i olympiska sommarspelen 1960
Nederländska Antillerna deltog med fem deltagare vid de olympiska sommarspelen 1960 i Rom. Ingen av landets deltagare erövrade någon medalj.